# Austrolepidopa caledonia
Austrolepidopa caledonia is een tienpotigensoort uit de familie van de Albuneidae. De wetenschappelijke naam van de soort is voor het eerst geldig gepubliceerd in 1999 door Boyko & Harvey.